# Lista chorążych reprezentacji Macedonii Północnej na igrzyskach olimpijskich
Lista chorążych reprezentacji Macedonii Północnej na igrzyskach olimpijskich – lista zawodników i zawodniczek reprezentacji Macedonii, którzy podczas ceremonii otwarcia nowożytnych igrzysk olimpijskich nieśli flagę Macedonii

## Chronologiczna lista chorążych

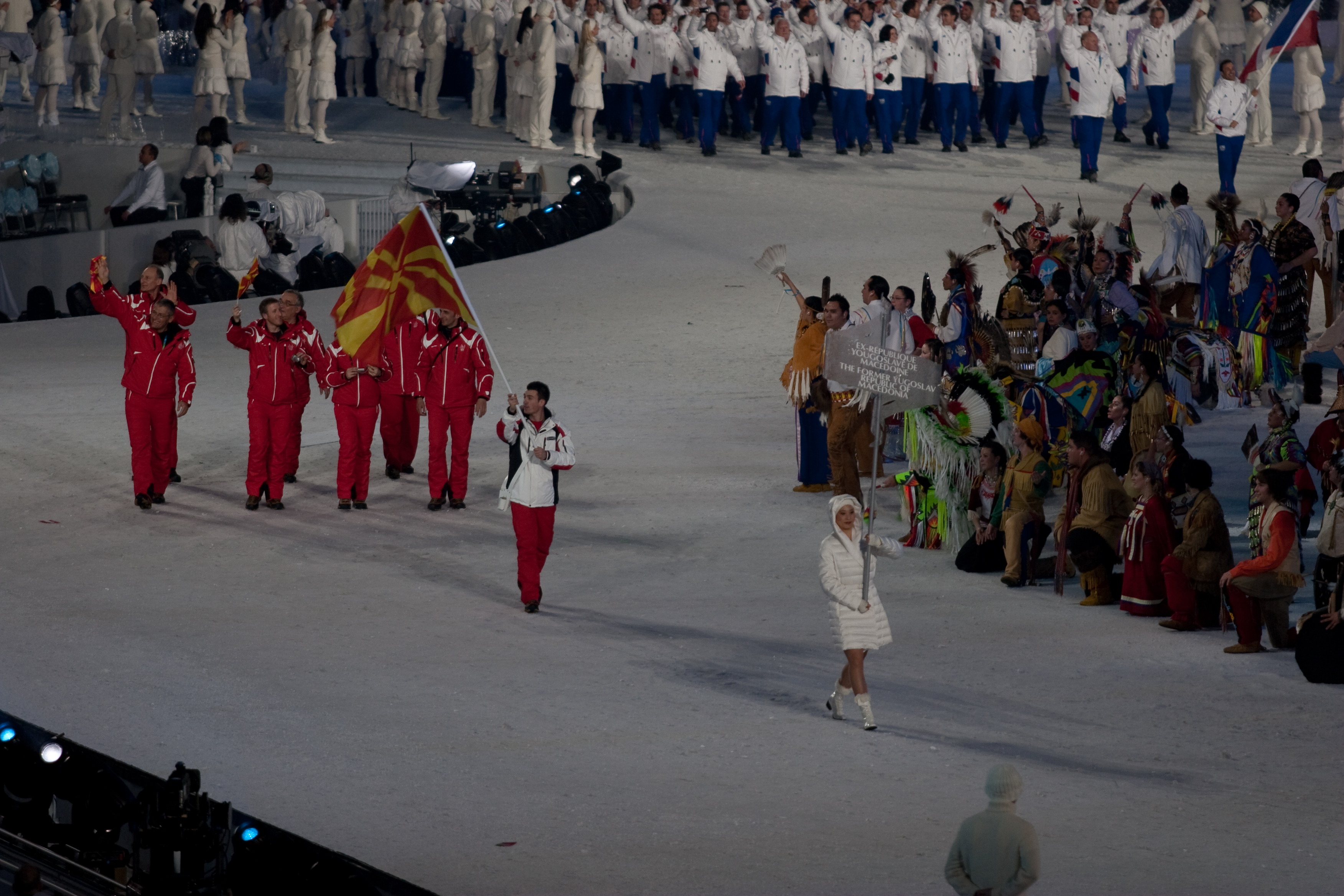
Reprezentacja Macedonia podczas ceremonii otwarcia Zimowych Igrzysk Olimpijskich 2010.

| Lp. | Rok i miejsce        | Chorąży               | Dyscyplina            |
| --- | -------------------- | --------------------- | --------------------- |
| 1   | 1996, Atlanta        | Władimir Bogoewski    |                       |
| 2   | 1998, Nagano         | Ǵoko Dineski          | Biegi narciarskie     |
| 3   | 2000, Sydney         | Łazar Popowski        | Kajakarstwo górskie   |
| 4   | 2002, Salt Lake City | Jana Nikołowska       | Narciarstwo alpejskie |
| 5   | 2004, Ateny          | Błoago Georgiewski    |                       |
| 6   | 2006, Turyn          | Ǵorgi Markowski       | Narciarstwo alpejskie |
| 7   | 2008, Pekin          | Atanas Nikołowski     | Kajakarstwo górskie   |
| 8   | 2010, Vancouver      | Antonio Ristewski     | Narciarstwo alpejskie |
| 9   | 2012, Londyn         | Marko Błażewski       | pływanie              |
| 10  | 2014, Soczi          | Darko Damjanowski     | Biegi narciarskie     |
| 11  | 2016, Rio de Janeiro | Anastasia Bogdanovski | pływanie              |
| 12  | 2018, Pjongczang     | Stavre Jada           | Biegi narciarskie     |
| 13  | 2020, Tokio          | Arbresha Rexhepi      | Taekwondo             |
| 13  | 2020, Tokio          | Dejan Georgievski     | Taekwondo             |